# Ольгети
Ольгети (ингуш. Ольгатӏе), встречается также написание Ольгетти — село в Джейрахском районе Ингушетии. Административный центр сельского поселения Ольгети.

## География
Расположено на берегу реки Армхи, к юго-востоку от районного центра Джейрах.
Ближайшие населённые пункты с постоянным населением: на северо-востоке — село Гули, на западе — село Ляжги.

## История
Достоверных сведений о возникновении села, происхождении его названия нет.
Сведения легендарного толка содержатся в художественном романе-эпопее писателя Идриса Базоркина «Из тьмы веков». В действие романа вплетено предание о том, что в примерно середине XIX века за убийство по неосторожности род Эги передал роду Гойтемира землю по приговору некоего Тантала. За это Тантал получил от рода Гойтемира часть переданной земли себе в дар и основал поселение Ольгетты (ещё один вариант названия), перевезя туда свой род из Грузии. Вместе с тем, Базоркин мог пользоваться не дошедшими до наших дней архивными документами и свидетельствами.
В 2002 году село сильно пострадало в результате схода селевого потока.

22 октября 2018 года в Ольгети была открыта мечеть на 500 прихожан.

## Достопримечательности
Возле села Ольгети находится три памятника истории и археологии края:
- башенный комплекс «Эрзи»[8];
- святилище «Итаз-ерда», в названии которого ряд исследователей усматривают имя аланского правителя Итаза[9][10][11][12];
- святилище «Молдз-Ерды» (буквально «проворный дух»[13])  — в честь ингушского фольклорного «бога войны»[14][15].

## Население
| \| 1926[16] \| 2006[17] \| 2007[17] \| 2008[17] \| 2009[17] \| 2010[18] \| 2011[18] \| 2012[18] \| \| -------- \| -------- \| -------- \| -------- \| -------- \| -------- \| -------- \| -------- \| \| 34 \| ↗320 \| ↗325 \| ↗331 \| ↗337 \| ↘318 \| ↘266 \| ↗291 \| \| 2013[18] \| 2015[19] \| 2016[19] \| 2019[20] \| 2024[1] \| \| \| \| \| ↗299 \| ↗336 \| ↘334 \| ↗347 \| ↗438 \| \| \| \| 100 200 300 400 500 2007 2012 2024 |      |      |      |      |      |      |      |
| 1926 | 2006 | 2007 | 2008 | 2009 | 2010 | 2011 | 2012 |
| 34 | ↗320 | ↗325 | ↗331 | ↗337 | ↘318 | ↘266 | ↗291 |
| 2013 | 2015 | 2016 | 2019 | 2024 |      |      |      |
| ↗299 | ↗336 | ↘334 | ↗347 | ↗438 |      |      |      |

## Образование
- Ольгетинская муниципальная средняя общеобразовательная школа[21].